# Gonneville-la-Mallet
Gonneville-la-Mallet ist eine französische Gemeinde mit 1.351 Einwohnern (Stand: 1. Januar 2022) im Département Seine-Maritime in der Region Normandie. Sie gehört zum Arrondissement Le Havre und ist Mitglied im Gemeindeverband Le Havre Seine Métropole. Die Bewohner werden Gonnevillais und Gonnevillaises genannt.

## Geographie
Gonneville-la-Mallet liegt in der Naturregion Pays de Caux, etwa 18 Kilometer nordnordöstlich von Le Havre nahe dem Ärmelkanal. Umgeben wird Gonneville-la-Mallet von den Nachbargemeinden Beaurepaire im Norden, Villainville im Nordosten, Anglesqueville-l’Esneval im Osten, Turretot im Südosten, Saint-Martin-du-Bec im Süden sowie Saint-Jouin-Bruneval im Westen.

## Bevölkerungsentwicklung

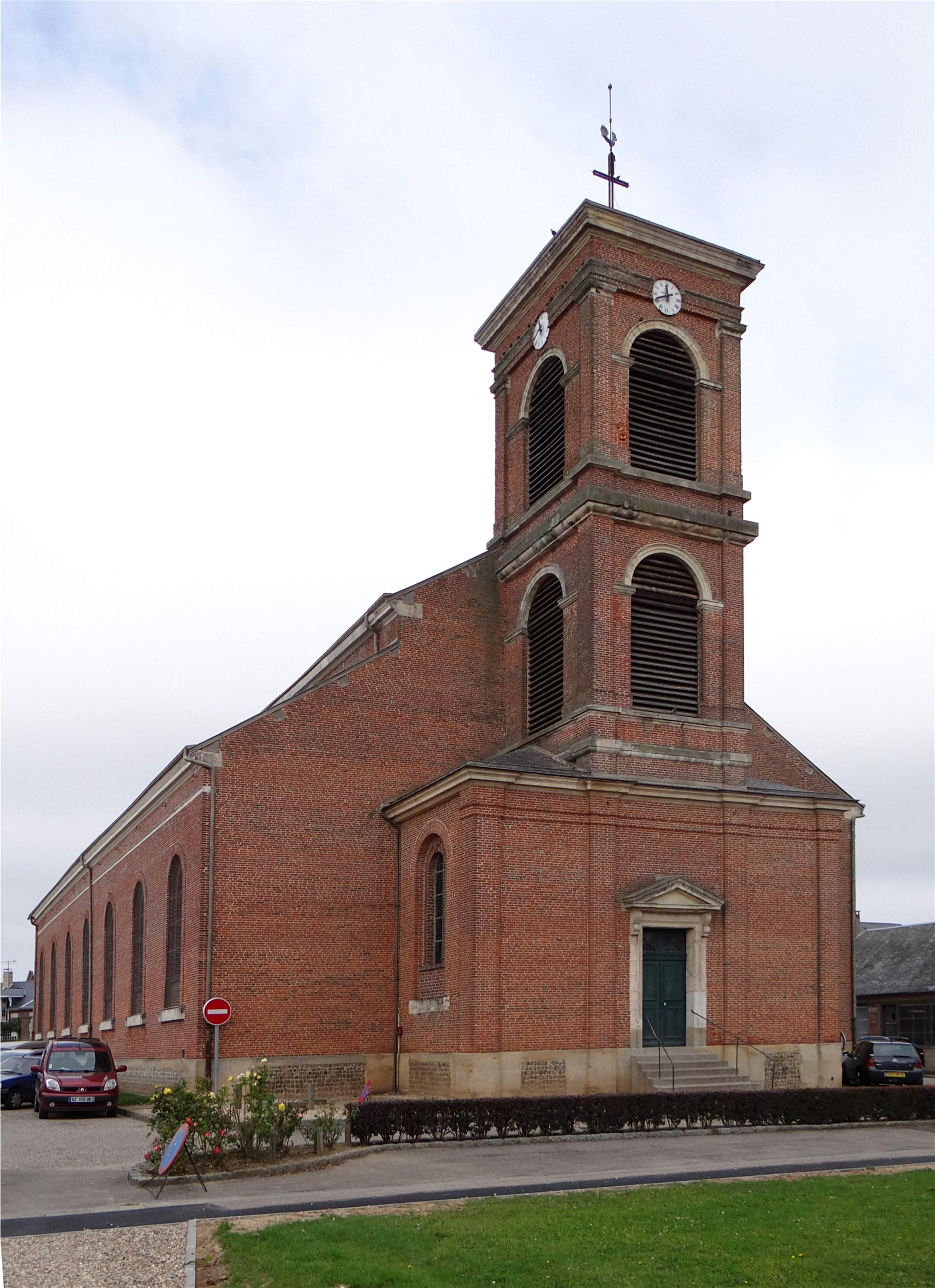
Kirche Saint-Pierre

| Jahr                       | 1962 | 1968 | 1975 | 1982 | 1990 | 1999 | 2006 | 2013 | 2020 |
| -------------------------- | ---- | ---- | ---- | ---- | ---- | ---- | ---- | ---- | ---- |
| Einwohner                  | 858  | 809  | 868  | 1037 | 1166 | 1139 | 1233 | 1325 | 1376 |
| Quellen: Cassini und INSEE |      |      |      |      |      |      |      |      |      |

## Sehenswürdigkeiten
- Kirche Saint-Pierre aus dem 19. Jahrhundert

## Persönlichkeiten
- Séraphin-Médéric Mieusement (1840–1905), französischer Fotograf, geboren in Gonneville-la-Mallet